# Paleokastritsa (Gemeindebezirk)
Paleokastritsa (griechisch Παλαιοκαστρίτσα (f. sg.)) ist ein Gemeindebezirk der Gemeinde Kendriki Kerkyra ke Diapondia Nisia auf der griechischen Insel Korfu.

## Lage
Der 48,422 km² große Gemeindebezirk Paleokastritsa ist im Nordwesten der Ionischen Insel Korfu gelegen. Benachbarte Gemeindebezirke sind im Norden Agios Georgios, im Nordosten und Osten Feakes sowie im Süden Kerkyra und Parelii.

## Verwaltungsgliederung
Die Gemeinde Paleokastritsa wurde im Zuge der Gebietsreform 1997 aus der Fusion von acht Landgemeinden gegründet. Diese ging gemäß der Verwaltungsreform 2010 in der Gemeinde Kerkyra auf und kam 2019 nach deren Auftrennung zur neuen Gemeinde Kendriki Kerkyra ke Diapondia Nisia.
| Stadtbezirk/ Ortsgemeinschaft | griechischer Name             | Code     | Fläche (km²) | Einwohner 2001 | Einwohner 2011 | Dörfer und Siedlungen   |
| ----------------------------- | ----------------------------- | -------- | ------------ | -------------- | -------------- | ----------------------- |
| Liapades                      | Δημοτική Κοινότητα Λιαπάδων   | 32011306 | 09,571       | 1026           | 931            | Gefyra, Liapades        |
| Alimmatades                   | Τοπική Κοινότητα Αλειμματάδων | 32011302 | 01,980       | 0208           | 199            | Agia Anna, Alimmatades  |
| Gardelades                    | Τοπική Κοινότητα Γαρδελάδων   | 32011303 | 05,781       | 0338           | 371            | Gardelades              |
| Doukades                      | Τοπική Κοινότητα Δουκάδων     | 32011304 | 05,466       | 0689           | 721            | Doukades, Papathanatika |
| Krini                         | Τοπική Κοινότητα Κρήνης       | 32011305 | 02,804       | 0256           | 292            | Krini                   |
| Lakones                       | Τοπική Κοινότητα Λακώνων      | 32011301 | 05,917       | 0755           | 624            | Lakones, Paleokastritsa |
| Makrades                      | Τοπική Κοινότητα Μακράδων     | 32011307 | 05,036       | 0376           | 331            | Makrades, Vistonas      |
| Skipero                       | Τοπική Κοινότητα Σκριπερού    | 32011308 | 11,867       | 0747           | 599            | Skipero, Felekas        |
| Gesamt                        | Gesamt                        | 320113   | 48,422       | 4395           | 4068           |                         |